# Surveillance
Surveillance è il nono album della band Triumph pubblicato nel 1987.

## Tracce
1. "Prologue: Into the Forever" (Rik Emmett, Mike Levine, Gil Moore) – 1:01
2. "Never Say Never" (Rik Emmett, Mike Levine, Gil Moore, Sil Simone) – 3:37
3. "Headed for Nowhere" (Rik Emmett, Mike Levine, Gil Moore, Rick Santers, Steve Morse) – 6:10
4. "All the King's Horses" (Rik Emmett, Mike Levine, Gil Moore, Steve Morse) – 1:47
5. "Carry on the Flame" (Rik Emmett, Mike Levine, Gil Moore, Dave Tkaczuk) – 5:13
6. "Let the Light (Shine on Me)" (Rik Emmett, Mike Levine, Gil Moore) – 5:35
7. "Long Time Gone" (Rik Emmett, Mike Levine, Gil Moore) – 5:12
8. "Rock You Down" (Gil Moore, Rik Emmett, Mike Levine) – 3:59
9. "Prelude: The Waking Dream" (Rik Emmett, Mike Levine, Gil Moore) – 1:13
10. "On and On" (Rik Emmett, Mike Levine, Gil Moore) – 3:44
11. "All Over Again" (Roger Freeland, Joe Pizzulo) – 3:59
12. "Running in the Night" (Rik Emmett, Mike Levine, Gil Moore, Baker, Scott) – 3:47

## Formazione
- Gil Moore - batteria, voce
- Mike Levine - basso, tastiera, cori
- Rik Emmett - chitarra, voce

## Partecipazioni
- Steve Morse, chitarra
- Joel Feeney, voce
- Noel Golden, voce